# 1324
- Wikisource

| Calendário gregoriano                                                        | 1324 MCCCXXIV                                        |
| Ab urbe condita                                                              | 2077                                                 |
| Calendário arménio                                                           | 773 – 774                                            |
| Calendário bahá'í                                                            | -520 – -519                                          |
| Calendário budista                                                           | 1868                                                 |
| Calendário chinês                                                            | 4020 – 4021 Início a 26 de janeiro (aproximadamente) |
| Calendário copta                                                             | 1040 – 1041                                          |
| Calendário etíope                                                            | 1316 – 1317                                          |
| Calendários hindus - Vikram Samvat - Calendário nacional indiano - Cáli Iuga | 1379 – 1380 1245 – 1246 4424 – 4425                  |
| Calendário Holoceno                                                          | 11324                                                |
| Calendário islâmico                                                          | 724 – 725                                            |
| Calendário judaico                                                           | 5084 – 5085                                          |
| Calendário persa                                                             | 702 – 703                                            |
| Calendário rúnico                                                            | 1574                                                 |
| Calendário solar tailandês                                                   | 1867                                                 |

1324 (MCCCXXIV, na numeração romana) foi um ano bissexto do século XIV do Calendário Juliano,da Era de Cristo, e as suas letras dominicais foram  A e G (52 semanas), teve início a um domingo e terminou a uma segunda-feira.
| Ano completo                       |
| ---------------------------------- |
| Ano bissexto com início ao domingo |

## Eventos
- O Papa João XXII excomunga e depõe Luís IV da Baviera.
- Marsílio de Pádua:Defensor Pacis

## Nascimentos
- 5 de março - David II da Escócia, rei escocês (m. 1371)

## Mortes
- 8 de Janeiro - Marco Polo, viajante veneziano (n. 1254)
- Osmã I Fundador do Império Otomano